# حکایتی و حکمتی
حکایتی و حکمتی یک مجموعهٔ نمایشی تلویزیونی به کارگردانی مجتبی یاسینی است که در سال ۱۳۷۱ تولید و از شبکه ۲ سیمای جمهوری اسلامی ایران پخش گردید.

## خلاصه داستان
در هر قسمت از این مجموعهٔ نمایشی، یکی از داستان‌هایِ پندآموزِ متونِ کهن پارسی به تصویر کشیده می‌شد. متون مورد استفاده در این مجموعه عبارت بودند از: «بستان العارفین وتحفة المریدین»، «تذکرةالاولیا»، «دیوان اسرار» (ملا هادی سبزواری)، «قابوس‌نامه» و ...

## بازیگران و عوامل تولید

### بازیگران
- رضا کرم‌رضایی
- محمود بصیری
- ملیحه نظری
- جلیل فرجاد
- هرمز سیرتی
- منوچهر علیپور
- حسن کاخی
- محمد یگانه
- حمید یزدانی ابیانه
- افسانه ماهیان
- فریدون نوری
- محمدتقی شریفی
- منوچهر لاریجانی
- قدرت الله صالحی
- ابوالفضل شاه‌کرم
- سیدحسین یعقوبی
- نصرت زمان‌دوست
- مرتضی مسجدجامعی
- مرتضی یوسف‌دوست
- مهران مدیری
- علی عمرانی

### عوامل تولید
- کارگردان هنری: مجتبی یاسینی
- کارگردان تلویزیونی: بهنام رادمرد
- نویسنده: محمدرضا محمدی‌نیکو
- تصویربرداران: اکبر عنبری، رافائل آرزومانیان، احمد فرهادی
- تهیه‌کننده: مجتبی یاسینی
- فرمتتصویر: ویدئویی
- تعداد قسمت‌ها: ۴۹ قسمت
- محصول: گروه معارف اسلامی شبکه ۲ سیمای جمهوری اسلامی ایران
- سال تولید: ۱۳۷۳